# Melhores do Ano de 2023
A 27ª cerimônia de entrega dos Melhores do Ano foi uma transmissão televisiva para premiar os melhores atores, cantores e jornalistas de 2023, em 11 categorias. A premiação foi exibida em 17 de dezembro de 2023 pela TV Globo, sendo gravada em 11 de dezembro do mesmo ano nos Estúdios Globo do Rio de Janeiro, e contou com a apresentação de Luciano Huck.

## Resumo
| Programa                      | Indicações | Vitórias |
| ----------------------------- | ---------- | -------- |
| Terra e Paixão                | 7          | 2        |
| Vai na Fé                     | 5          | 2        |
| Todas as Flores               | 4          | 2        |
| Os Outros                     | 4          | 3        |
| Encantado's                   | 2          | 0        |
| As Aventuras de José e Durval | 2          | 0        |
| Jornal Hoje                   | 1          | 1        |
| Elas por Elas                 | 1          | 0        |
| A Vida pela Frente            | 1          | 0        |
| Amor Perfeito                 | 1          | 0        |
| Que História É Essa, Porchat? | 1          | 0        |
| BBB23: Big Terapia            | 1          | 1        |
| Domingão com Huck             | 1          | 0        |
| Fantástico                    | 1          | 0        |
| Jornal Nacional               | 1          | 0        |

## Vencedores e indicados
Os vencedores estão em negrito.
| Novela do Ano | Série do Ano |
| --- | --- |
| - Vai na Fé – (Rosane Svartman e Paulo Silvestrini) - Terra e Paixão – (Walcyr Carrasco e Luiz Henrique Rios) - Todas as Flores – (João Emanuel Carneiro e Carlos Araújo) | - Os Outros – (Lucas Paraizo e Luisa Lima) - As Aventuras de José e Durval – (Hugo Prata) - Encantado's – (Renata Andrade, Thais Pontes e Henrique Sauer) |
| Ator de Novela | Atriz de Novela |
| - Emilio Dantas – (Theo em Vai na Fé) - Lázaro Ramos – (Mário Fofoca em Elas por Elas) - Tony Ramos – (Antônio La Selva em Terra e Paixão)                                | - Letícia Colin – (Vanessa em Todas as Flores) - Bárbara Reis – (Aline em Terra e Paixão) - Sheron Menezzes (Sol em Vai na Fé)                            |
| Ator de Série | Atriz de Série |
| - Eduardo Sterblitch – (Sérgio em Os Outros) - Luís Miranda – (Eraldo em Encantado's) - Milhem Cortaz – (Wando em Os Outros)                                              | - Adriana Esteves – (Cibele em Os Outros) - Andréia Horta – (Araci em As Aventuras de José e Durval) - Leandra Leal – (Tereza em A Vida pela Frente)      |
| Ator Coadjuvante | Atriz Coadjuvante |
| - Nicolas Prattes – (Diego em Todas as Flores) - Rainer Cadete – (Luigi em Terra e Paixão) - Tony Tornado – (Frei Tomé em Amor Perfeito)                                  | - Tatá Werneck – (Anely em Terra e Paixão) - Renata Sorrah – (Wilma em Vai na Fé) - Thalita Carauta – (Mauritânia em Todas as Flores)                     |
| Revelação do Ano | Humor: Troféu Paulo Gustavo |
| - Amaury Lorenzo – (Ramiro em Terra e Paixão) - Clara Moneke – (Kate em Vai na Fé) - Diego Martins – (Kelvin em Terra e Paixão)                                           | - Paulo Vieira – (BBB23: Big Terapia) - Fábio Porchat – (Que História É Essa, Porchat?) - Rafael Portugal – (Domingão com Huck)                           |
| Música do Ano | Jornalismo |
| - "Erro Gostoso" – Simone Mendes - "Tá OK" – Dennis DJ e Kevin o Chris - "Zona de Perigo" – Leo Santana                                                                   | - César Tralli – (Jornal Hoje) - Maria Júlia Coutinho – (Fantástico) - Renata Vasconcellos – (Jornal Nacional)                                            |

### Prêmio honorário
| Troféu Inspiração |
| --- |
| - Darcy Costa e Luciene Inácio – CisArte - Ananias Viana e Jucilene Viana – Rota da Liberdade - Renata Alencar – Casa Mãe |

## Apresentações musicais
| Intérprete                       | Canção                                                                                        |
| -------------------------------- | --------------------------------------------------------------------------------------------- |
| Letícia Colin e Sophie Charlotte | "As Rosas Não Falam" (Tema de abertura de Todas as Flores)                                    |
| Negra Li                         | "Vai Dar Certo (Vai na Fé)" (Tema de abertura de Vai na Fé)                                   |
| Chitãozinho & Xororó             | "Sinônimos" (Tema de abertura de Terra e Paixão)                                              |
| Simone Mendes                    | "Erro Gostoso"                                                                                |
| Dennis DJ e Kevin o Chris        | "Tá OK"                                                                                       |
| Leo Santana                      | "Zona de Perigo"                                                                              |
| Ney Matogrosso                   | "Jardins da Babilônia" "Sangue Latino" "Pavão Mysteriozo" "Eu Quero É Botar Meu Bloco Na Rua" |

## In Memoriam
O In Memoriam homenageia os artistas que faleceram no ano de 2023. Segue a lista em ordem de aparição:
- Lolita Rodrigues, atriz
- Edgar Pozzer, cantor
- Cindy Mendes, cantora
- Carlos Moura, cantor
- Neusa Maria Faro, atriz
- Paula Borgo, jogadora de vôlei
- Germano Mathias, cantor
- Lucia Hippolito, jornalista
- Ricardo Pereira, jornalista
- João Leite Neto, apresentador
- Carlos Colla, compositor
- Luiz Carlos Borges, cantor
- Pedro Henrique, cantor
- Lana Bittencourt, cantora
- Aderbal Freire Filho, diretor, ator e apresentador
- Maria Carmem Barbosa, autora de novelas
- Luiz Schiavon, músico
- Luiz Carlos da Pena "Matheus", cantor
- Gil Brother Away, humorista
- Léa Camargo, atriz e apresentadora
- Abdias Cabral de Moura Filho, jornalista e sociólogo
- Carlos Amorim, jornalista
- Henrique Caban, jornalista
- Gilmara Sanches, dubladora e jurada
- Ana Maria Carvalho, cantora
- Ilya São Paulo, ator
- João Donato, músico
- Emílio Pitta, ator
- Maria Helena Dias, atriz
- Luiz Antônio Piá, roteirista e diretor
- Eraldo Fontiny, humorista
- Ângela Rabelo, atriz
- Jeff Machado, ator
- Lanny Gordin, músico
- Canisso, músico
- Roberto Manzoni magrão, diretor
- Carlos Lyra, cantor e compositor
- MC Kátia, cantora e compositora
- MC Marcinho, cantor e compositor
- Alex Moreira, músico
- Harildo Deda, ator e diretor
- Sueli Costa, cantora e compositora
- Gilson Ricardo, comentarista esportivo
- Gil Rocha, jornalista e narrador
- Paulo Roberto Martins, comentarista esportivo
- Paulo André Barata, compositor
- Rita de Cássia, cantora e compositora
- Walewska, jogadora de vôlei
- Raimundo Varela, apresentadora
- Palmério Dória, jornalista
- Marcio Guedes, jornalista esportivo
- Theo de Barros, músico
- Zeca do Trombone, músico
- Carlos Gonzaga, cantor
- Doris Monteiro, cantora e atriz
- Antônio Pedro, ator
- Palmirinha, cozinheira e apresentadora
- Zé Celso Martinez, diretor e ator
- Astrud Gilberto, cantora
- Aracy Balabanian, atriz
- Léa Garcia, atriz
- Leny Andrade, cantora
- Paulo Caruso, cartunista
- Elizangela, atriz
- Roberto Dinamite, jogador de futbol
- Juca Chaves, compositor e humorista
- Glória Maria, jornalista e apresentadora
- Rita Lee, cantora

## Ausentes
- Renata Vasconcellos
- Fábio Porchat